# 酢酸2-メトキシ-1-メチルエチル
酢酸2-メトキシ-1-メチルエチル(Propylene glycol methyl ether acetate, PGMEA)は、インク、コーティング、クリーナー等に用いられるP型のグリコールエーテルである。ダウ・ケミカルからDowanol PMA、シェル・ケミカルからmethyl proxitol acetateの名前で販売されている。
半導体業界では、ウェハーのビス(トリメチルシリル)アミンのような表面接着剤の用途で、溶剤としてよく用いられている。また、揮発しやすいため、半導体のクリーンルーム等では大気経由でコンタミネーションしやすい分子である。